# Oberwangen (Stühlingen)
Oberwangen ist ein Stadtteil von Stühlingen im Landkreis Waldshut in Baden-Württemberg.

## Lage und Verkehrsanbindung
Der Ort liegt nordwestlich der Kernstadt Stühlingen an der Kreisstraße K 6513. Nördlich des Ortes verläuft die B 315 und südlich die Landesstraße L 169. Südöstlich erstreckt sich das 85,8 ha große Naturschutzgebiet Lindenberg-Spießenberg und südwestlich das 57 ha große Naturschutzgebiet Braunhalden-Schlattboden.